# Windsor Castle (paquebot, 1922)
 (signalé en mai 2025).
Si vous disposez d'ouvrages ou d'articles de référence ou si vous connaissez des sites web de qualité traitant du thème abordé ici, merci de compléter l'article en donnant les références utiles à sa vérifiabilité et en les liant à la section « Notes et références ».
- Archive Wikiwix
- Bing
- Cairn
- DuckDuckGo
- E. Universalis
- Gallica
- Google
- G. Books
- G. News
- G. Scholar
- Persée
- Qwant
- (zh) Baidu
- (ru) Yandex
- (wd) trouver des œuvres sur Wikidata

Le Windsor Castle est un paquebot britannique mis en service pour l'Union-Castle Line en 1922. Il est le sister-ship de l’Arundel Castle, en service depuis l'année précédente. Il est également le dernier paquebot à quatre cheminées jamais construit, et l'un des deux seuls à ne pas servir la ligne transatlantique.
Il subit une refonte destinée à le moderniser en 1937, durant laquelle il est légèrement allongé et perd deux de ses cheminées. Converti en transport de troupes durant la Seconde Guerre mondiale, il coule après avoir été touché par une torpille en mer Méditerranée, le 23 mars 1943.